# Hieracium rupestre
Lo sparviere rupestre (nome scientifico  Hieracium rupestre   All., 1789) è una specie di pianta angiosperma dicotiledone della famiglia delle Asteraceae.  Hieracium rupestre è anche l'unica "specie principale" italiana appartenente alla sezione Hieracium sect. Rupestria   (Griseb.) Gottschl..

## Etimologia
Il nome del genere deriva dalla parola greca hierax o hierakion (= sparviere, falco). Il nome del genere è stato dato inizialmente dal botanico francese Joseph Pitton de Tournefort (1656 - 1708) rifacendosi probabilmente ad alcuni scritti del naturalista romano Gaio Plinio Secondo (23 - 79) nei quali, secondo la tradizione, i rapaci si servivano di questa pianta per irrobustire la loro vista. L'epiteto specifico (rupestre) indica l'habitat preferito per queste piante.
Il nome scientifico della specie è stato definito dal botanico Carlo Allioni (1728-1804) nell' Auctarium ad Floram Pedemontanam cum notis et emendationibus (Auct. Fl. Pedem. 12, t. 1, f. 2) del 1789. Il nome scientifico della sezione è stato definito dai botanici August Heinrich Rudolf Grisebach (1814-1879) e Günter Gottschlich (1951-).

## Descrizione
Habitus. La forma biologica è emicriptofita scaposa (H scap), ossia in generale sono piante erbacee, a ciclo biologico perenne, con gemme svernanti al livello del suolo e protette dalla lettiera o dalla neve e sono dotate di un asse fiorale eretto e spesso privo di foglie. Per questa specie è prevista anche la forma biologica emicriptofita rosulata (H ros). Tutte le specie del gruppo sono provviste di latice. I peli ghiandolari sono più o meno assenti o solamente su alcune parti della pianta. Queste piante sono di tipo fillopode (raramente sono hypofillopode).
Fusto. I fusti, in genere eretti e ascendenti, sono di solito solitari, monocefali (poco ramificati) e afilli. Il colore è verde-chiaro (rosso-violaceo alla base). Le radici in genere sono di tipo fittonante. Queste piante arrivano ad una altezza di 10 – 15 cm.
Foglie. Sono presenti sia foglie delle rosette basali che cauline con disposizione alterna. Le foglie basali, da 3 a 5, sono sessili o picciolate con forme da obovato-lanceolate a strettamente lanceolate; la consistenza è molle e il colore è verde-glauco. I margini sono variamente dentati. Raramente sono presenti delle foglie cauline.
Infiorescenza. La sinflorescenza è tipo monocefalo, raramente forcata o forcato-racemosa. L'acladio è di 6 – 10 cm. L'infiorescenza è composta da uno o più capolini terminali. I capolini, solamente di tipo ligulifloro, sono formati da un involucro composto da diverse brattee (o squame) all'interno delle quali un ricettacolo fa da base ai fiori ligulati. L'involucro ha una forma da emisferica a ellissoide è formato da due serie di brattee. Le brattee sono colorate di verde-olivastro con margini chiari. Il ricettacolo, alla base dei fiori, può avere gli alveoli dentati. Peli ghiandolari sono presenti sparsamente sul peduncolo del capolino e sulle brattee dell'involucro. Dimensione dell'involucro: 9 – 11 mm.
Fiori. I fiori, tutti ligulati, sono tetra-ciclici (ossia sono presenti 4 verticilli: calice – corolla – androceo – gineceo) e pentameri (ogni verticillo ha in genere 5 elementi). I fiori sono ermafroditi, fertili e zigomorfi.
- Formula fiorale:

*/x K {\displaystyle \infty }, [C (5), A (5)], G 2 (infero), achenio
- Calice: i sepali del calice sono ridotti ad una coroncina di squame.
- Corolla: le corolle sono formate da un tubo e da una ligula terminante con 5 denti; il colore è giallo pallido. I dentelli apicali sono glabri. Dimensioni delle ligule: larghezza 2 mm; lunghezza 15 – 20 mm.
- Androceo: gli stami sono 5 con filamenti liberi, mentre le antere sono saldate in un manicotto (o tubo) circondante lo stilo.[14] Le antere alla base sono acute. Il polline è tricolporato.[15]
- Gineceo: lo stilo giallo (con tendenza al nerastro) è filiforme e peloso sul lato inferiore; gli stigmi dello stilo sono due divergenti. L'ovario è infero uniloculare formato da 2 carpelli. La superficie stigmatica è interna.[16]
- Antesi: la fioritura è tardo-primaverile (fino a estiva). Da giugno ad agosto.

Frutti. I frutti sono degli acheni con pappo. Gli acheni hanno una forma da oblunga a obovoide-obconica con apice troncato e privi di becco (non sono compressi); in alcuni casi gli acheni sono provvisti di coste longitudinali. Il colore degli acheni è castano-scuro. Il pappo si compone di peli semplici grigiastri, scabri o barbati (non piumosi). Raramente il pappo è assente. Dimensione degli acheni: 3,5 - 3,8 mm.

## Biologia
Impollinazione: l'impollinazione avviene tramite insetti (impollinazione entomogama tramite farfalle diurne e notturne).
Riproduzione: la fecondazione avviene fondamentalmente tramite l'impollinazione dei fiori (vedi sopra).
Dispersione: i semi (gli acheni) cadendo a terra sono successivamente dispersi soprattutto da insetti tipo formiche (disseminazione mirmecoria). In questo tipo di piante avviene anche un altro tipo di dispersione: zoocoria. Infatti gli uncini delle brattee dell'involucro si agganciano ai peli degli animali di passaggio disperdendo così anche su lunghe distanze i semi della pianta.

## Distribuzione e habitat
Geoelemento: il tipo corologico (area di origine) è Endemiso / Ovest Alpico.
Distribuzione: in Italia questa specie è molto rara e si trova nelle Alpi Occidentali (Piemonte e Liguria).
Habitat: l'habitat preferito per queste piante sono le rupi calcaree.
Distribuzione altitudinale: sui rilievi alpini, in Italia, queste piante si possono trovare tra 1.100 e 1.800 m s.l.m..

## Tassonomia
La famiglia di appartenenza di questa voce (Asteraceae o Compositae, nomen conservandum) probabilmente originaria del Sud America, è la più numerosa del mondo vegetale, comprende oltre 23.000 specie distribuite su 1.535 generi, oppure 22.750 specie e 1.530 generi secondo altre fonti (una delle checklist più aggiornata elenca fino a 1.679 generi). La famiglia attualmente (2021) è divisa in 16 sottofamiglie.

### Filogenesi
Il genere di questa voce appartiene alla sottotribù Hieraciinae della tribù Cichorieae (unica tribù della sottofamiglia Cichorioideae). In base ai dati filogenetici la sottofamiglia Cichorioideae è il terz'ultimo gruppo che si è separato dal nucleo delle Asteraceae (gli ultimi due sono Corymbioideae e Asteroideae). La sottotribù Hieraciinae fa parte del "quinto" clade della tribù; in questo clade è posizionata alla base ed è "sorella" al resto del gruppo comprendente, tra le altre, le sottotribù Microseridinae e Cichoriinae. Il genere Hieracium (insieme al genere Pilosella) costituisce il nucleo principale della sottotribù Hieraciinae e formano (insieme ad altri generi minori) un "gruppo fratello" posizionato nel "core" delle Hieraciinae.
Il genere Hieracium è un genere estremamente polimorfo con maggioranza di specie apomittiche. Di questo genere sono descritte circa 1000 specie sessuali e oltre 3000 specie apomittiche, delle quali circa 250 e più sono presenti nella flora spontanea italiana. Alcuni taxon collegati alle varie specie del genere sono sottospecie, altri sono considerati aggregati (o inclusi), e altri ancora sono considerati "intermediari" (o impropriamente ibridi in quanto queste specie essendo apomittiche non si incrociano e quindi non danno prole feconda) con altre specie. A causa di ciò si pongono dei problemi di sistematica quasi insolubili e per avere uno sguardo d'insieme su questa grande variabilità può essere necessario assumere un diverso concetto di specie. Qui in particolare viene seguita la suddivisione del materiale botanico in sezioni così come sono elencate nell'ultima versione della "Flora d'Italia".
La specie di questa voce è descritta all'interno della XII sezione Hieracium sect. Rupestria. Le sezioni dalla XII fino alla XXX sono riunite dal tipico portamento a rosetta delle foglie basali. I caratteri principali sono:
- i peli ghiandolari sono più o meno assenti o solamente su alcune parti della pianta;
- le specie di questo gruppo sono piante di tipo fillopode (raramente sono hypofillopode);
- sono presenti da 1 a 8 foglie cauline colorate di verde-glauco e più o meno grossolanamente dentate;
- i fusti sono monocefali (poco ramificati);
- i peli ghiandolari sono presenti sparsamente sul peduncolo del capolino e sulle brattee dell'involucro;
- la fioritura è tardo-primaverile (fino a estiva);
- il colore degli acheni è castano-scuro.

L'indumentum è uno degli elementi più importanti per distinguere le varie specie. H. rupestre è caratterizzata dalla seguente pubescenza:
| Tipo peli        | Caule                                                       | Foglie                                     | Peduncoli dei capolini | Brattee involucrali                                                  |
| ---------------- | ----------------------------------------------------------- | ------------------------------------------ | ---------------------- | -------------------------------------------------------------------- |
| Peli semplici    | Dal basso verso l'alto, assenti quindi sparsi               | Presenti solamente sui margini e nervature | Sparsi                 | Da sparsi a densi, lunghi 1 – 2 mm, molli e bianchi (neri alla base) |
| Peli ghiandolari | Dal basso verso l'alto, assenti quindi sparsi (quasi densi) | Sparsi                                     | Densi                  | Sparsi                                                               |
| Peli stellati    | Dal basso verso l'alto, assenti quindi sparsi (quasi densi) | Sparsi lungo le nervature                  | Da sparsi a densi      | Da sparsi a densi (soprattutto al margine)                           |

### Specie simili
Secondo alcuni Autori questa specie ha dei caratteri intermedi tra la specie Hieracium pictum e Hieracium humile.

### Sinonimi
La specie di questa voce, in altri testi, può essere chiamato con nomi diversi. L'elenco che segue indica alcuni tra i sinonimi più frequenti:
- Crepis rupestris Rchb.
- Hieracium calcareum Willd. ex Froel.